# Naturschutzgebiet Grävingholz
Das Naturschutzgebiet Grävingholz ist ein ausgedehntes Waldgebiet im nördlichen Dortmunder Stadtbezirk Eving. Es erstreckt sich westlich der Bundesstraße 54 und umfasst Teile der Gemarkungen Holthausen, Brechten, Eving und Lindenhorst. Östlich der Bundesstraße grenzt das Naturschutzgebiet Süggel an.
Das etwa 123,7 Hektar große Naturschutzgebiet Grävingholz wurde mit der ersten Änderung zum Landschaftsplan Dortmund-Nord am 2. September 2005 festgesetzt.

## Beschreibung
Geschichtlich hat sich das Waldgebiet unmittelbar nach der letzten Eiszeit gebildet und ist seitdem als zusammenhängendes Waldgebiet erhalten. Im Mittelalter diente der Wald den Herren der Grafschaft Dortmund als Jagdrevier. Heute dominiert im Grävingholz ein alter Baumbestand, die dominierende Baumart ist die Rotbuche, aber auch Eichen und Eschen wachsen vereinzelt in diesem Wald. Die größte dort wachsende Buche hat einen Stammumfang von 6 m. Streckenweise ist der Wald unterwachsen mit Wald-Flattergras und Ilex. Vor allem die alten Bäume bieten Bunt- und Grünspecht Nist- und Brutstätten, aber auch Habicht und Hohltaube finden hier einen Lebensraum.
Im Wald befindet sich das Quellgebiet des Holthauser Baches mit mehreren Quellsiepen. Mehrere ehemalige Bombentrichter aus dem Zweiten Weltkrieg bilden Feuchtbiotope mit einer großen Artenvielfalt. Hier wachsen Winkelsegge, Frauenfarn und Rasen-Schmiele. Diese Feuchtbiotope bieten Berg- und Kammmolch, Erdkröte sowie Gras- und Teichfrosch Lebensraum.
Ein vorhandenes Wegenetz lädt zum Wandern und Radfahren ein. Probleme bereiten hier jedoch freilaufende Hunde. Zu erreichen ist der Grävingholz über die gleichnamige Stadtbahnhaltestelle der Linie U41 der DSW21.

## Schutzziele
Wichtigstes Schutzziel ist der Erhalt dieser großflächigen, naturnahen Buchenwälder, mit den eingelagerten Kleingewässern, als Teil eines Biotopverbundes im Dortmunder Norden.